# Bouhans-et-Feurg
Bouhans-et-Feurg é uma comuna francesa na região administrativa de Borgonha-Franco-Condado, no departamento de Alto Sona. Estende-se por uma área de 9,75 km². Em 2010 a comuna tinha 242 habitantes (densidade: 24,8 hab./km²).